# Lamassu

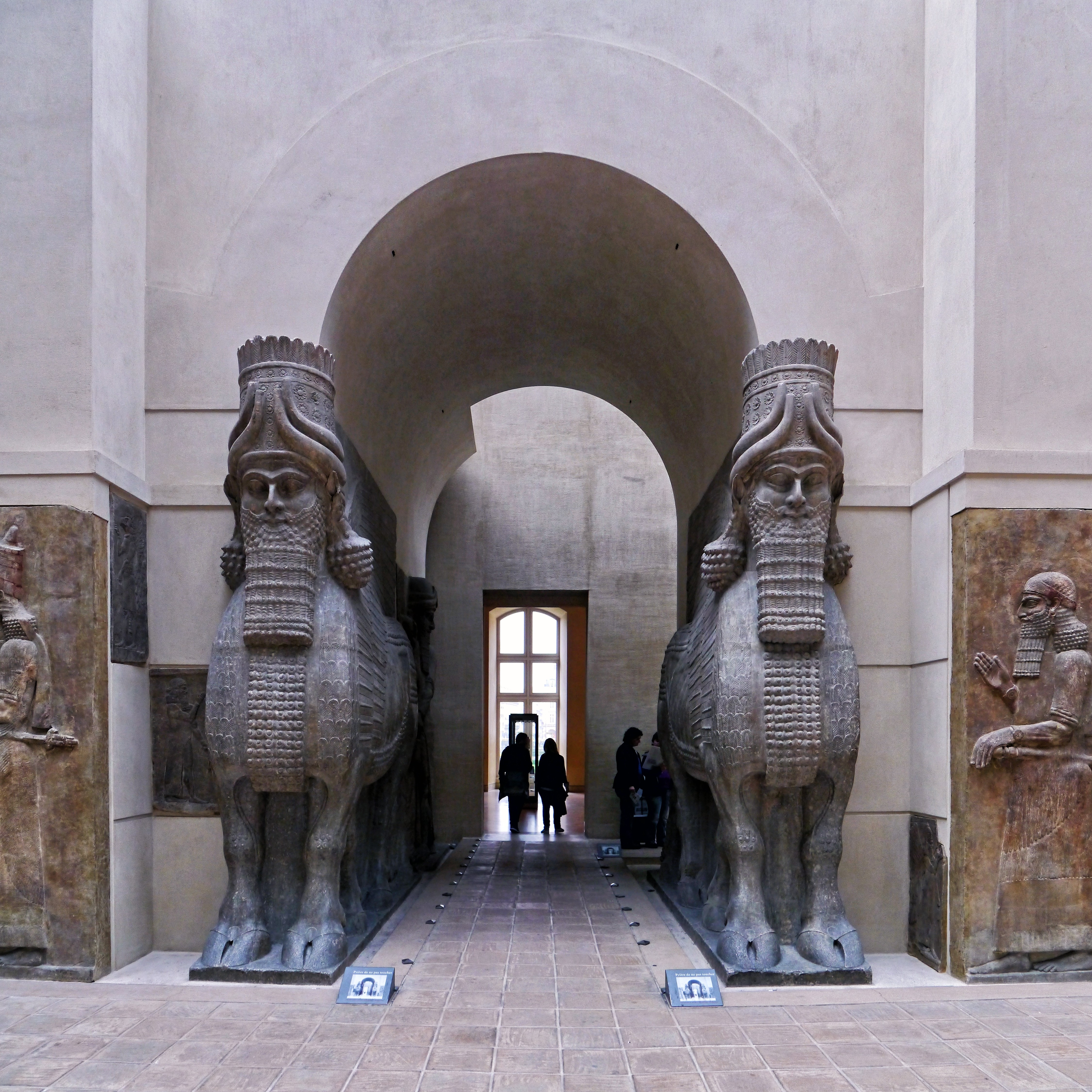
Lamassu, Museu del Louvre (París).

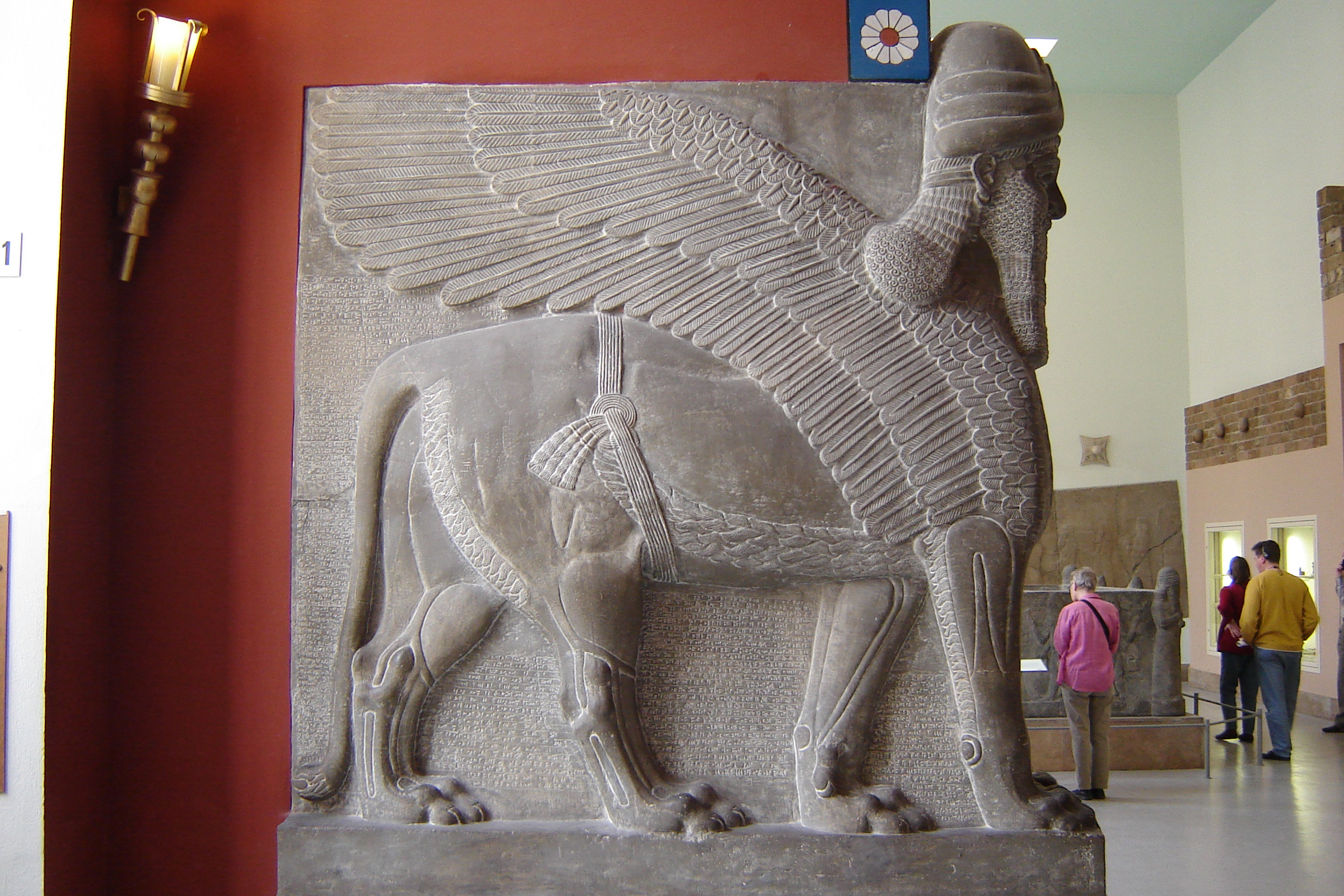
Lamassu, Museu de Pèrgam (Berlín).

Un lamassu, lama o bé lamma (en cuneïforme: 𒀭𒆗, an.kal; en sumeri: dlammař; en accadi: lamassu) és una divinitat de menor o diablessa del panteó sumeri. També es pot conèixer com shedu (en accadi, šēdu), que és la versió masculina de lamassu. Té un caràcter protector i intercessor i fou especialment venerada a Lagash, des del període dinàstic primerenc. Es pensa que el moment àlgid del seu culte el visqué durant el període babilònic antic.